# Laval-d'Aurelle
 Laval-d'Aurelle  là một xã ở tỉnh Ardèche, vùng Auvergne-Rhône-Alpes ở đông nam nước Pháp.